# Museo storico dei motori e dei meccanismi
Il Museo storico dei motori e dei meccanismi - in breve anche "Museo dei motori" - è un museo accademico italiano che fa parte del Sistema Museale di Ateneo dell'Università degli Studi di Palermo.
Inaugurato il 25 febbraio 2011, contiene una vasta collezione di motori - industriali, aeronautici, navali, automobilistici -, di meccanismi didattici e di apparecchiature scientifiche impiegate nelle attività di ricerca sperimentale nel campo delle Macchine e della Meccanica Applicata. Tra questi, spiccano, per rarità e pregio, motori a vapore della fine del XIX secolo, numerosi motori automobilistici ed aeronautici in dotazione a diversi velivoli del secolo scorso, ed il velivolo storico Fiat G.59 4B, uno dei soli 5 esemplari completi sopravvissuti.
In linea con quanto suggerito dall'ICOM, il Museo dei motori svolge attività di ricerca, restauro e divulgazione attraverso mostre, seminari, workshop ed attività didattiche, promuovendo altresì numerose iniziative culturali in collaborazione con altri musei, enti ed associazioni nell'ambito della politica di sviluppo promossa dall'Ateneo di Palermo. Dispone di un attrezzato laboratorio di restauro e manutenzione in cui tutti i reperti vengono pazientemente ed accuratamente restaurati seguendo ove possibile un approccio conservativo.
Per l’importanza storica, tecnica e collezionistica del suo patrimonio, il 31 maggio 2017 ha ricevuto - primo in Italia - il prestigioso riconoscimento internazionale "Mechanical Engineerig Heritage Collection" assegnato dall’American Society of Mechanical Engineers (ASME).
Il museo è stato ideato e realizzato dall'ing. Giuseppe Genchi, con il contributo del tecnico Beniamino Drago e del prof. Riccardo Monastero. Nel corso degli anni ed in particolari attività ed eventi, il Museo ha ricevuto e riceve il contributo di numerosi studenti tirocinanti (non soltanto di ingegneria) e la collaborazione di alcuni istituti scolastici. Lo staff comprende inoltre i volontari del Servizio Civile Universale, nell'ambito del progetto "SIMUA: Un patrimonio scientifico a servizio della Comunità".
Il museo ha sede all’interno del campus universitario del Parco d’Orléans, presso il Dipartimento dell’innovazione industriale e digitale, ed è parte del Sistema Museale di Ateneo, che ha il compito di promuovere la conservazione, l'arricchimento e la fruizione del vasto patrimonio storico e scientifico dell'Università palermitana.
Il Museo è dotato di audioguida gratuita e del virtual tour 3D.

## La storia della collezione
Dallo studio degli antichi registri d'inventario è stato possibile ricostruire la storia di molti elementi della collazione del Museo dei Motori, dalla loro provenienza al loro impiego, ma anche la storia dei luoghi, delle strutture accademiche e delle molteplici attività svolte. Molti reperti sono stati acquisiti ed impiegati nel tempo in vari settori della ricerca e dell'insegnamento, e oggi, superati dalle nuove tecnologie, costituiscono e descrivono nel loro insieme un patrimonio di grande valore storico e tecnologico del settore delle macchine e della meccanica in generale. 

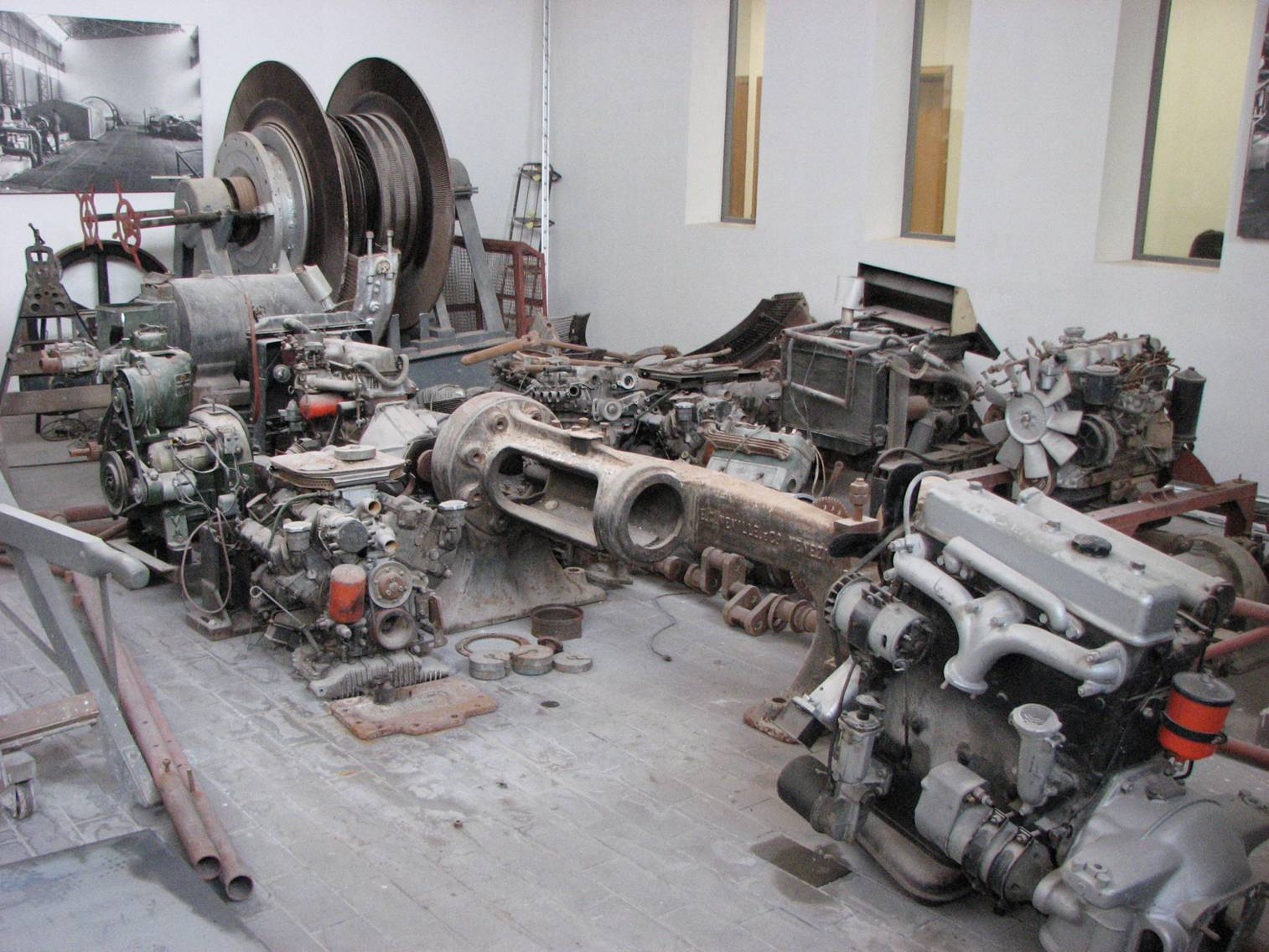
Uno degli spazi del Museo, con alcuni reperti, prima del restauro e della musealizzazione della collezione

Il primo nucleo della collezione ha inizio nella seconda metà del XIX secolo con la fondazione della Regia Scuola di Applicazione per Ingegneri ed Architetti di Palermo (1866), ossia quando viene riformulato il sistema accademico italiano a seguito dell'Unità d'Italia. Vari reperti, tra cui motori, strumenti di misura, elementi didattici, sono stati utilizzati da importanti professori come Elia Ovazza (1852 - 1928), Giuseppe Manzella (1898 - 1987), Mario Rubino (1896 - ?), Camillo De Gregorio (1911 - 1967), che per decenni, con le loro attività di ricerca e di insegnamento, hanno formato intere generazioni di ingegneri ed hanno contribuito al prestigio scientifico dell’Ateneo di Palermo.
L'arrivo degli elementi più antichi di ambito aeronautico è invece legato a quello del professore torinese Antonio Capetti (1895 - 1970), che nel 1925 viene nominato professore alla cattedra di Macchine Termiche e Idrauliche della Regia Università di Palermo, per poi divenire Rettore del Politecnico di Torino (dal 1955 al 1970)
La consapevolezza del considerevole valore storico e collezionistico di questo patrimonio, e la conseguente necessità di preservarlo, hanno dato impulso ad un importante progetto di restauro e, in parallelo, alla relativa organizzazione in forma museale. Per tale scopo, a partire dal 2008, è stato intrapreso un minuzioso lavoro di ricerca storica e di acquisizione di dati tecnici per poter ripristinare (o rimontare ove necessario) i vari elementi della collezione museale, molti macchinari o parti di essi.
Ad oggi, la collezione comprende più di 300 reperti, in costante crescita grazie ai numerosi contributi di vari Enti, Istituti Accademici e Scolastici, donazioni di privati e di case costruttrici automobilistiche, tra cui Ford, Toyota, Lamborghini e Ferrari. 
Tutte le informazioni ed i numerosi documenti, cartacei e digitali, raccolti ed opportunamente elaborati, costituiscono l’archivio del Museo, parte integrante del suo patrimonio.

### Le macchine idrauliche
L’esposizione museale è suddivisa in aree tematiche, la prima delle quali è dedicata alle macchine idrauliche, tra le prime macchine sviluppate per la trasformazione dell’energia e per ottenere energia meccanica.
Il Museo possiede turbine idrauliche delle tre tipologie più diffuse (Francis, Kaplan, Pelton), pompe centrifughe e volumetriche.

### Le macchine a vapore ed i motori industriali

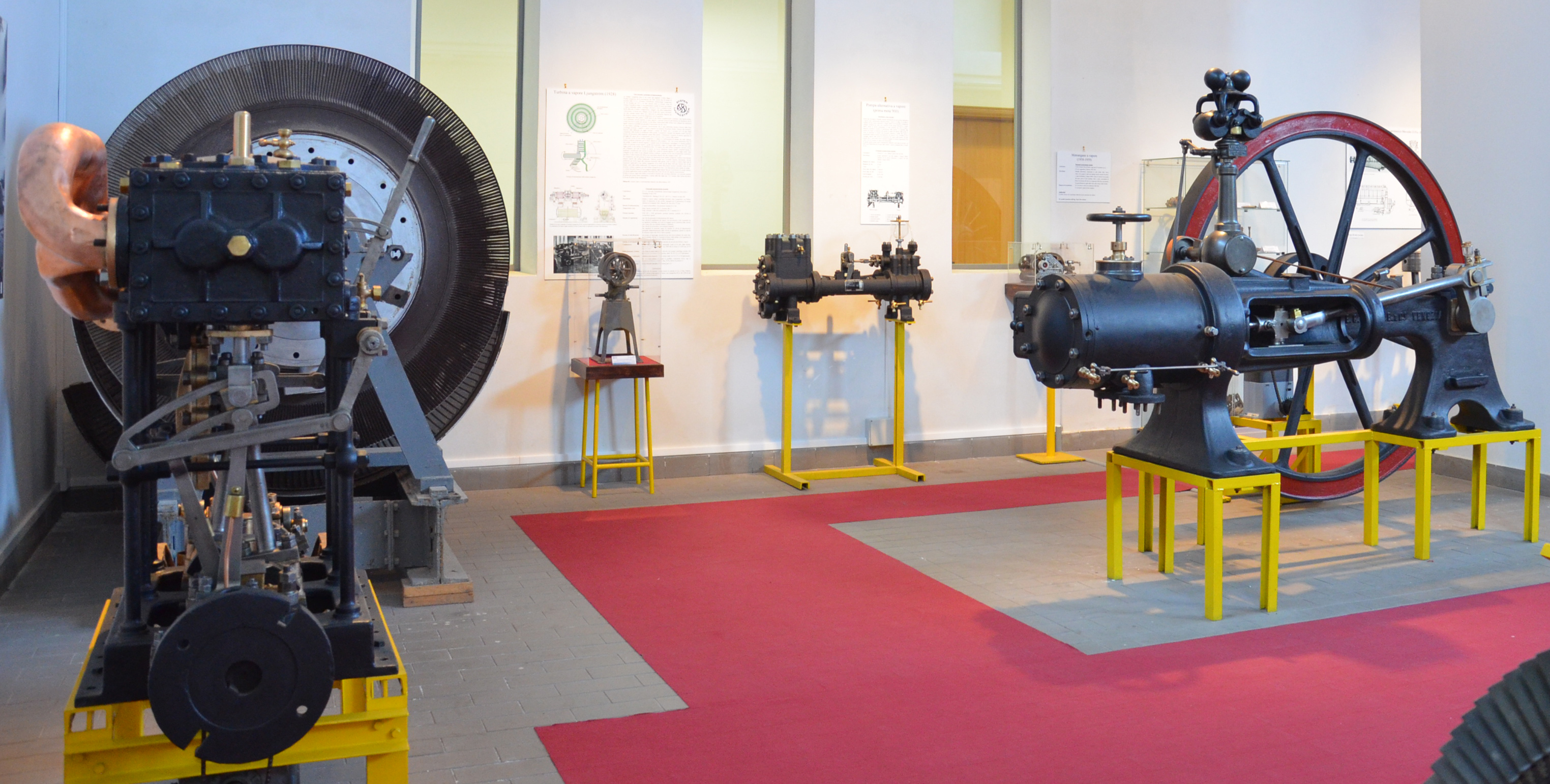
L'area espositiva dei motori a vapore.

I primi studi relativi alle macchine a vapore realizzati all'Università di Palermo risalgono alla metà dell‘800, come testimoniano le più antiche apparecchiature scientifiche custodite oggi nel Museo. A quel periodo risale la grande macchina a vapore costruita dalla Fonderia E.G. Neville & C. di Venezia, originariamente utilizzata, secondo uno schema di impianto industriale rimasto pressoché immutato fino alla prima metà del ‘900, per azionare i macchinari in un impianto produttivo: i telai di una fabbrica tessile, le macchine utensili di un'industria meccanica o le pompe per l’estrazione dell’acqua nelle miniere.
Del Museo fa parte anche un motore a vapore navale, del tipo a “doppia espansione” con due cilindri a “doppio effetto”, impiegato verso la fine dell’800 in piccole motonavi come yacht o pescherecci. Oggi, interamente restaurati, entrambi i due grandi motori sono dotati di motori elettrici che consentono di farli ruotare lentamente per mostrare il movimento dei vari organi, suscitando la curiosità dei visitatori.
Degli anni ’20 del ‘900 è invece la grande turbina a vapore proveniente dall'antica centrale elettrica "Alessandro Volta" di Palermo. Questa turbina a vapore è caratterizzata dalla particolare tipologia costruttiva tipo Ljungström, in cui l’espansione del vapore avviene in modo radiale centrifugo attraverso due organi controrotanti dotati di palettature multistadio. La sua rilevanza collezionistica è dovuta alla particolarità costruttiva (che ha avuto una certa diffusione nella prima metà del ‘900), alla sua odierna rarità e soprattutto al fatto che rappresenta un pezzo di storia della città di Palermo: rimasta illesa durante i bombardamenti della Seconda Guerra Mondiale, ha fornito energia elettrica a buona parte della città fino al 1952.
Dopo le macchine a vapore il percorso espositivo del Museo illustra alcuni esemplari di motori a combustione interna sia a gas sia a gasolio, che nel corso della prima metà del ‘900 hanno gradualmente sostituito i motori a vapore (a stantuffi) nel settore navale ed industriale.

### I motori automobilistici

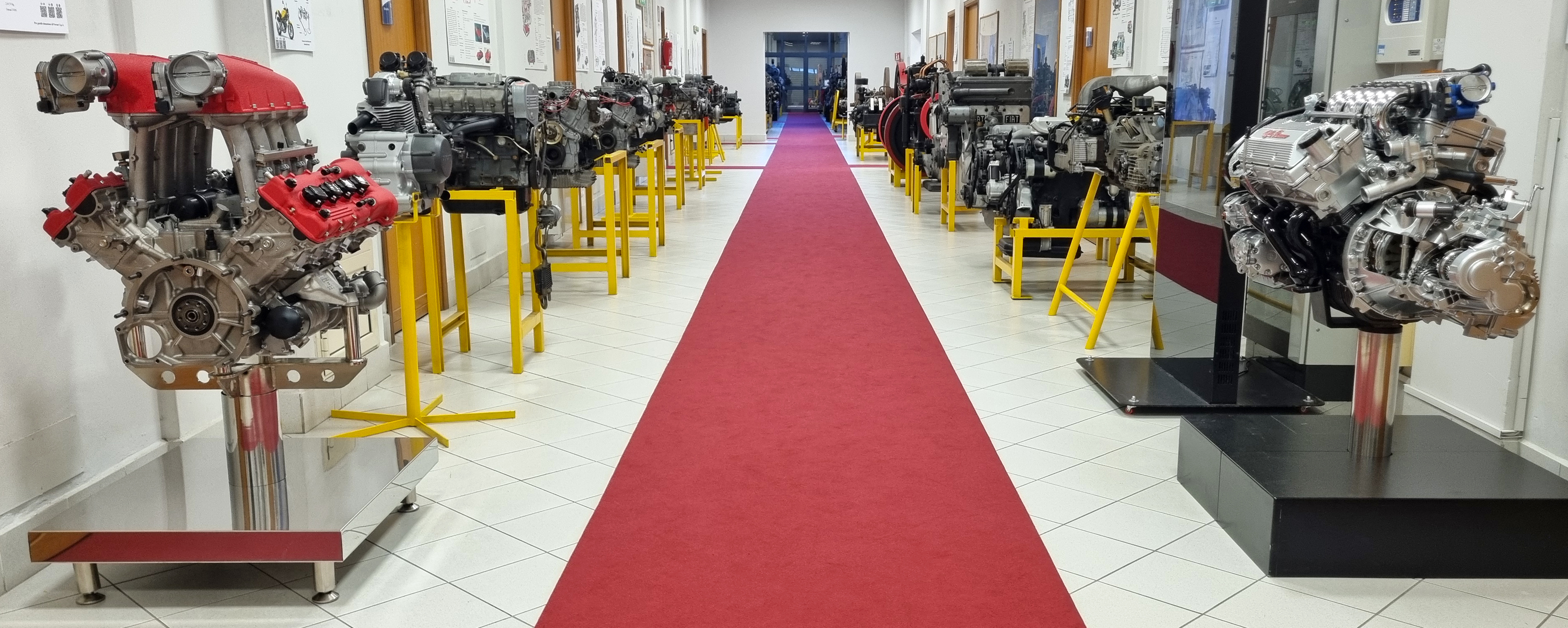
Area espositiva dei motori automobilistici

Il Museo possiede una collezione di motori per autoveicoli di varia tipologia e per differenti applicazioni. La maggior parte di questi sono stati acquistati ed utilizzati per scopi di ricerca e per motivi didattici, come d’altra parte avviene ancora oggi. Nel corso degli anni, con il continuo sviluppo tecnico e scientifico, sono stati via via rimpiazzati da unità più moderne impiegate presso il vicino Laboratorio di Motori dell’Ateneo di Palermo.
Il più antico di questi è il motore FIAT tipo 101, prodotto dal 1919 al 1926 per la vettura FIAT 501. Proseguendo in ordine cronologico, sono esposti motori degli anni ’30 e degli anni ’50 e ’60: un motore di Fiat 1100, ed un Alfa Romeo “bialbero” per Giulietta 1300, prodotto a lungo in varie versioni. Dello stesso periodo è il motore 6 cilindri a V< della prestigiosa Lancia Flaminia 2500 esposto insieme al relativo gruppo frizione-cambio-differenziale secondo lo schema “transaxle”.
Uno dei pezzi più importanti è il motore FIAT con otto cilindri a V, realizzato per la vettura sportiva Fiat 8V che, prodotta in soli 112 esemplari, vinse numerose competizioni sportive tra cui la Targa Florio del 1955. Di elevate prestazioni sono i due motori FIAT Dino, 2000 e 2400, frutto di una collaborazione tra FIAT e Ferrari, impiegati su vetture sportive prodotte da entrambi i costruttori negli anni ’60 e ’70 e sulle Lancia Stratos.
Tra i motori a gasolio per veicoli pesanti, c’è un raro e tecnicamente raffinato Lancia-Junkers Tipo 89, a due tempi con stantuffi contrapposti, utilizzato negli anni ’30 nell'autocarro Lancia Ro. Infine, sono presenti alcuni motori motociclistici ed altri meno convenzionali, come un motore Wankel ed un prototipo sperimentale di motore rotativo con camere di combustione toroidali, realizzato presso l’Istituto di Macchine dell’Ateneo di Palermo negli anni ’60.
Il motore più moderno è il contemporaneo Ford Ecoboost, dono recente di Ford Italia, premiato a livello internazionale per sei anni consecutivi per le sue caratteristiche tecniche e per le sue prestazioni come “Engine of the year” nella categoria con cilindrata inferiore a un litro dal 2012 al 2017.

### I motori aeronautici

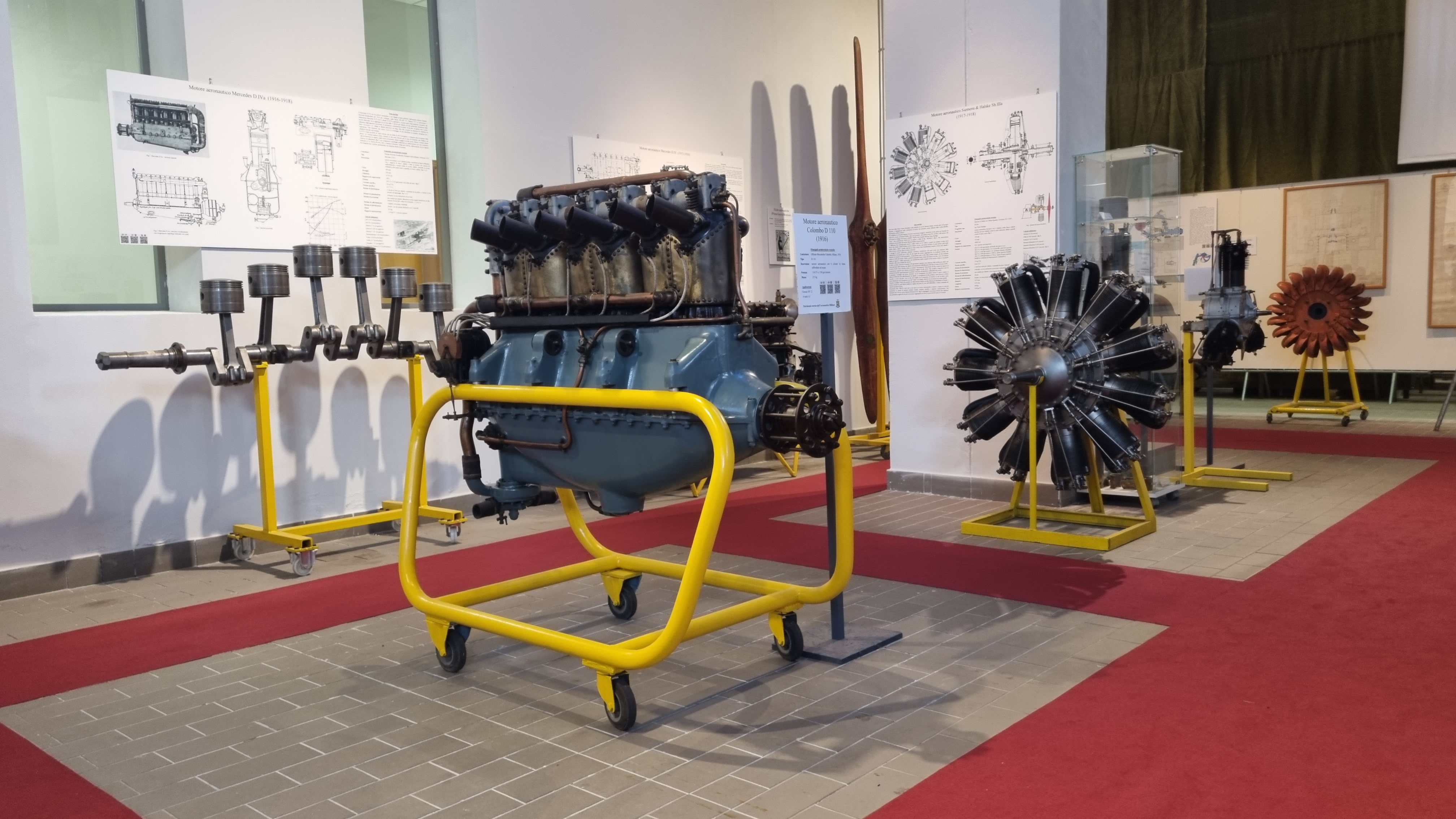
I motori aeronautici della Grande Guerra.

Il Museo possiede una collezione di motori aeronautici molto importante per la rarità ed il pregio storico e collezionistico dei suoi elementi.
Alcuni motori risalgono al primo periodo dell’aeronautica, con soluzioni costruttive particolarmente ingegnose, tra cui i motori radiali rotativi, nei quali l’elica girava unitamente al blocco dei cilindri al fine di migliorare il raffreddamento del motore. Tale collezione è abbastanza eterogenea e comprende motori di vario tipo ed impiego: raffreddati ad aria, con la classica disposizione radiale dei cilindri, e raffreddati a liquido con cilindri in linea e a V.
Gli elementi più importanti di ambito aeronautico provengono dalla Germania: sono motori e strumenti di volo per aerei militari del periodo della Prima Guerra Mondiale, e fanno parte di un lotto di materiale tecnico ceduto all'Italia nell'ambito delle riparazioni di guerra. Il loro arrivo a Palermo è legato a quello del professore Antonio Capetti.
A questa categoria appartiene il motore francese Le Rhône 9Jby del 1917 (di recente acquisizione) ed un altro dei suoi pezzi più rari e prestigiosi, il motore bi-rotativo Siemens Halske Sh.IIIa del 1918, che può essere considerato come l’ultima evoluzione dei motori radiali rotativi.
A questi si aggiungono motori degli anni ‘20 e ’30 di produzione italiana per aerei da turismo ed addestramento fino ai grandi motori della Seconda Guerra Mondiale: un FIAT A.74, un FIAT A.80 ed un Daimler-Benz DB 605, uno dei pezzi più importanti del Museo, tecnicamente all'avanguardia nella sua epoca e impiegato in aerei da caccia tedeschi ed italiani come il Messerschmitt Bf 109, il FIAT G.55, il Reggiane Re.2005 ed il Macchi C.205V. Infine, al periodo della Guerra Fredda appartiene il grande motore a reazione americano General Electric J47.

### I motori navali

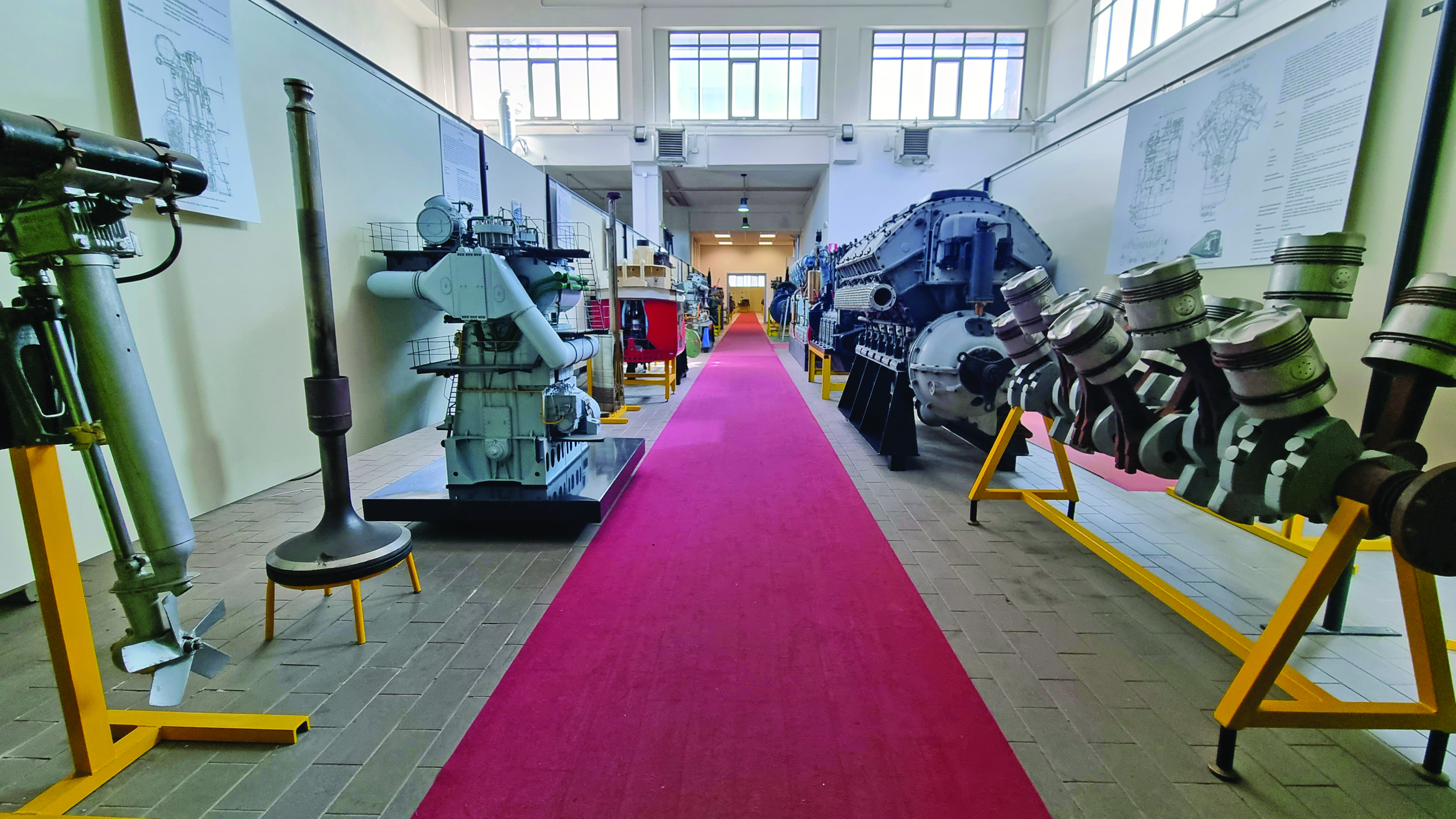
Sezione motori navali del Museo

Grazie alla varietà dei suoi beni, la sezione dei motori navali offre ai visitatori la possibilità di osservare una sintesi del percorso evolutivo della motoristica in ambito navale, dai motori a vapore ai moderni motori Diesel a due tempi ancora in uso nelle navi di grandi dimensioni.
Il primo nucleo della collezione è stato costituito a partire dal 2016, riunendo alcuni beni storici già in possesso dell’Ateneo da vari decenni: l’elemento più antico della collezione dei motori navali è il motore a vapore compound risalente alla fine del XIX secolo, realizzato secondo uno schema costruttivo alleggerito in cui il blocco dei cilindri è collegato al basamento tramite tiranti e supporti interconnessi.
I beni più importanti di questa collezione sono infatti quelli prodotti dalla Grandi Motori della FIAT  dall’inizio del ‘900 fino alla fine degli anni ’60, dal motore FIAT S6185, uno dei primi modelli prodotti dalla FIAT per il settore navale, fino al modello in scala del motore FIAT 1060S.
Particolarmente importante nella storia della divisione Grandi Motori è il motore 2 C.116, il primo con ciclo di lavoro Diesel a 2 tempi prodotto dalla FIAT. Costruito nel 1909, l’esemplare esposto fu utilizzato come motore sinistro nel Sommergibile Medusa della Regia Marina affondato nel 1915 durante la Prima Guerra Mondiale. 
Si aggiungono a questi il motore FIAT V 123, della fine degli anni ‘20, il motore navale-ferroviario V1612, di cui è esposto separatamente il manovellismo di spinta.

### Il velivolo storico Fiat G.59 4B

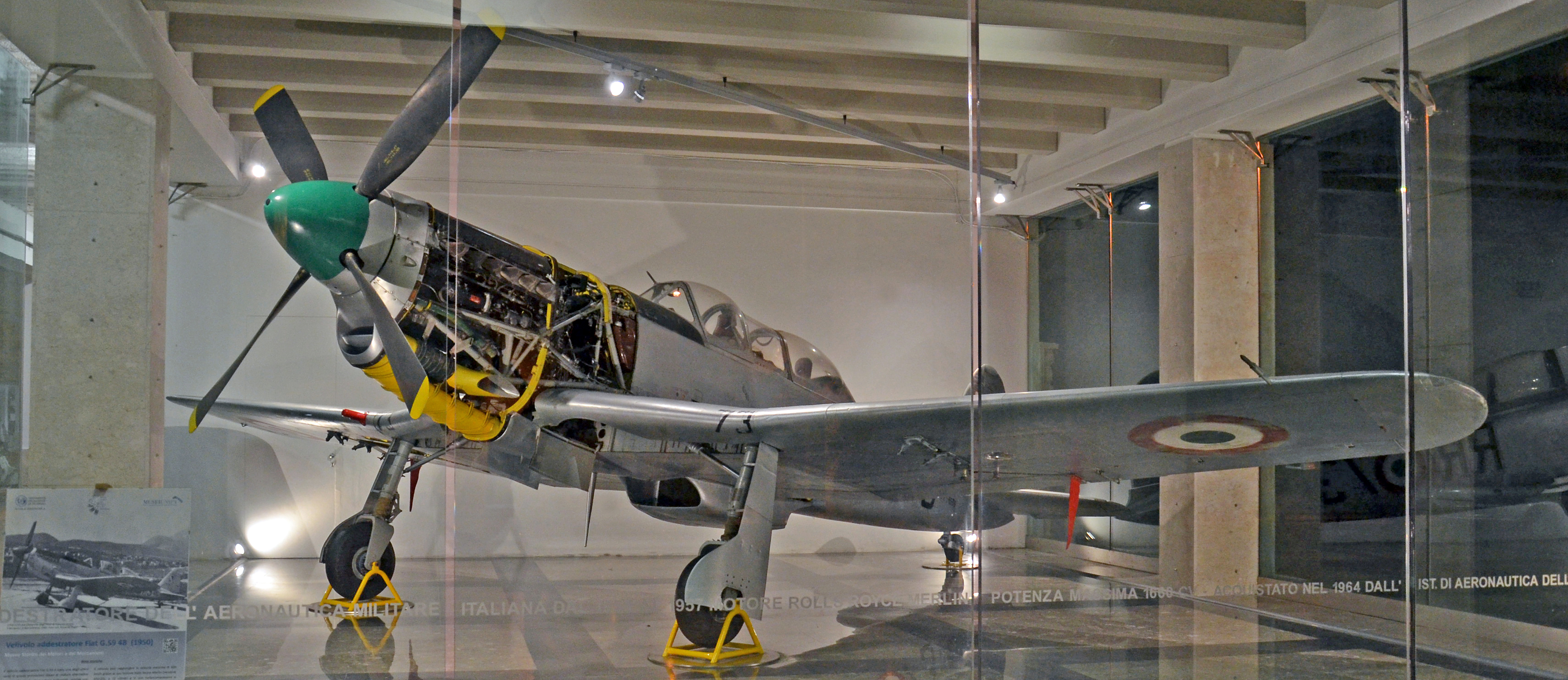
Il velivolo storico Fiat G.59 4B esposto in un'apposita teca

Nel 1947 l’ingegnere Giuseppe Gabrielli, uno dei più importanti progettisti aeronautici italiani, sviluppò il velivolo FIAT G.59 a partire dal FIAT G.55 Centauro, considerato tra i migliori velivoli da caccia sviluppati in Italia nella Seconda Guerra Mondiale.
Il G.59, da sempre molto apprezzato sia in Italia sia all'estero, è stato prodotto negli stabilimenti torinesi di FIAT Aviazione a partire dal 1950, per essere prevalentemente impiegato fino al 1965 dall'Aeronautica Militare come velivolo per l’addestramento avanzato e per il volo acrobatico. È stato uno degli ultimi aerei di grandi prestazioni dotati di motore alternativo nel periodo di affermazione globale dei moderni motori a reazione, nonché uno dei simboli della rinascita post-bellica dell’industria aeronautica italiana.
Il velivolo può raggiungere la velocità massima di 609 km/h grazie al suo motore Rolls Royce Merlin (versione 500-20), a 12 cilindri a V con turbocompressore a comando meccanico, che è in grado di fornire una potenza massima di 1660 CV all'elica quadripala a passo variabile.
L'aereo, acquistato per scopi didattici dall'Università di Palermo nella metà degli anni ‘60, nel 2012 è entrato a far parte della collezione del Museo, il quale ne ha realizzato il restauro presso il proprio laboratorio e provvede alla sua conservazione all'interno di un'apposita area espositiva.
Il restauro è stato di tipo conservativo, volto alla rigorosa preservazione filologica del velivolo. Particolarmente impegnative sono risultate le operazioni di smontaggio dei componenti principali, il loro ricondizionamento e l’accurato rimontaggio del velivolo. Gli interventi di restauro hanno riguardato anche parti gravemente danneggiate ed il recupero di vari elementi mancanti. In alcuni casi, per parti mancanti e non più disponibili in originale, è stato necessario procedere con operazioni di reverse engineering. Tra le innovative tecniche impiegate vi sono in particolare l’uso di uno scanner ottico tridimensionale, dei moderni sistemi CAD, CAM, dei processi di stampa 3D e del waterjet per il taglio di precisione delle lamiere. Per alcune attività il Museo si è avvalso della preziosa collaborazione del tecnico Andrea Oliveri e di alcuni studenti di Ingegneria Meccanica e di Ingegneria Aerospaziale dell'Università degli Studi di Palermo.
Al termine del restauro dell'abitacolo, è stato realizzato il cockpit virtual tour 3D.

### I meccanismi didattici e le apparecchiature scientifiche

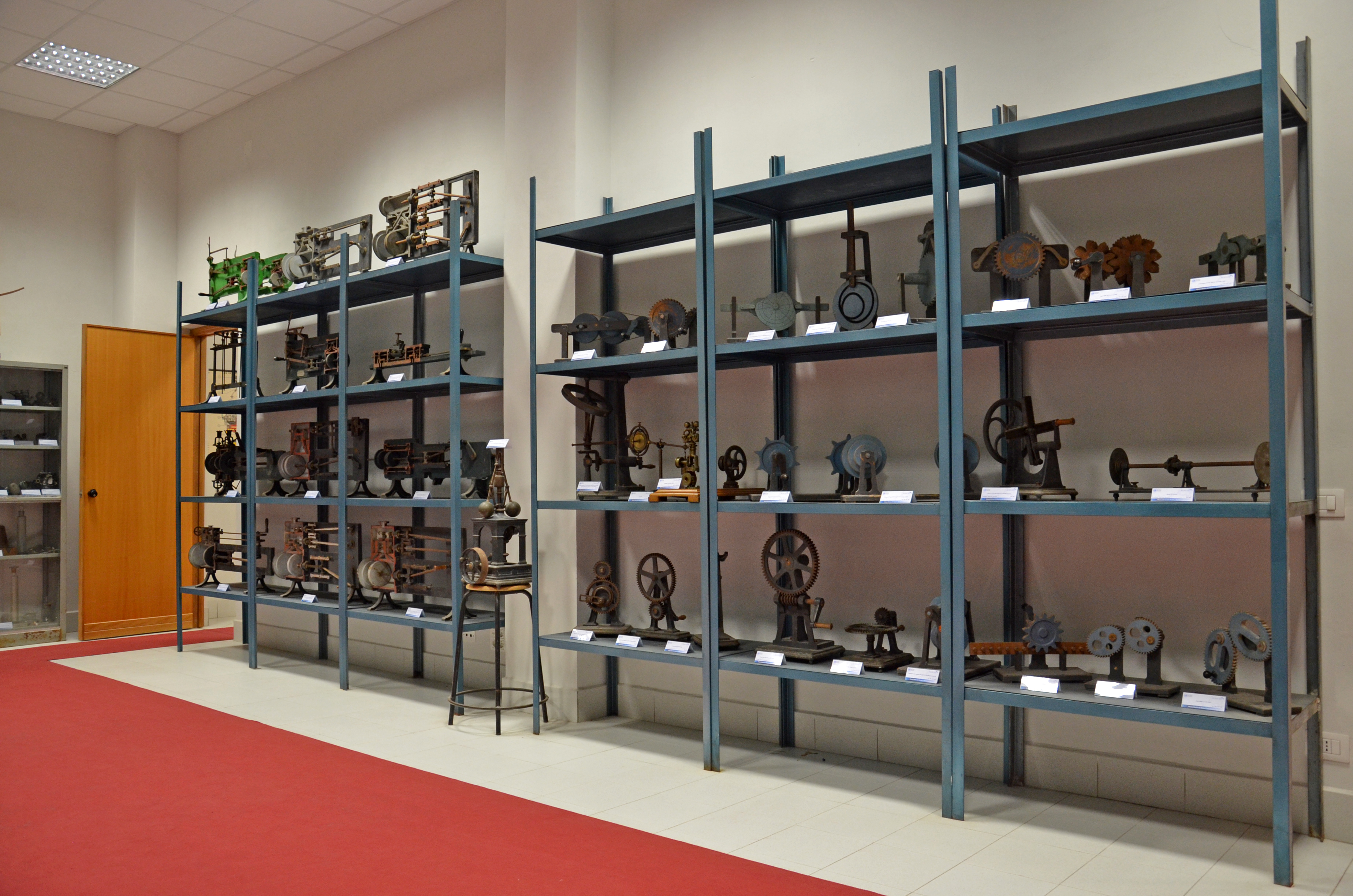
Meccanismi didattici e strumenti scientifici

Il Museo possiede un'antica e pregiata collezione di modelli meccanici didattici risalente alla seconda metà dell'800. Comprende oltre cento modelli in metallo o in legno di macchine elementari, cinematismi, organi di trasmissione meccanismi per la descrizione di profili di accoppiamento tra elementi meccanici. Altri ancora rappresentano le principali tipologie di macchine a vapore, che nel XIX secolo erano utilizzate in vari settori dell’ingegneria civile ed industriale. Questi modelli, costruiti a scopo didattico da ditte specializzate tedesche ed italiane nella seconda metà dell’Ottocento, appartenevano in gran parte al Gabinetto di Meccanica Applicata alle Macchine della Regia Scuola di Applicazione per Ingegneri di Palermo. Ancora oggi alcuni modelli vengono utilizzati, con le dovute attenzioni, come utili strumenti didattici per la loro capacità di rappresentare in modo chiaro alcuni dei più importanti principi della Meccanica rimasti immutati nel tempo. Il Museo possiede anche una collezione apparecchiature scientifiche utilizzate per lo studio delle macchine, tra cui strumenti per l’analisi delle vibrazioni meccaniche, per misure di pressione, temperatura e velocità, per il controllo dei gas combusti ed alcuni freni dinamometrici di vario tipo utilizzati per misurare la potenza dei motori.

## L'ASME Landmark

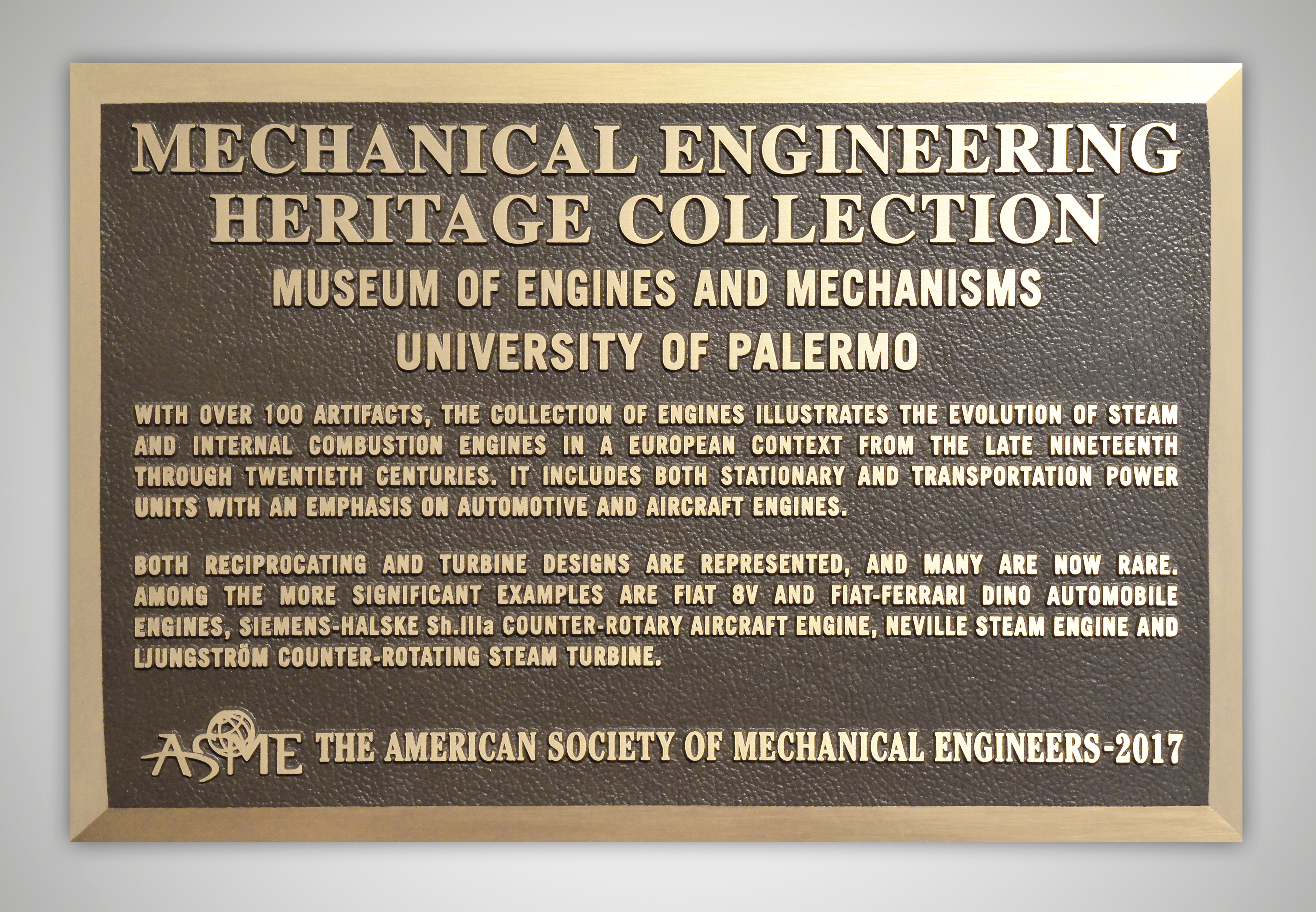
La targa in bronzo dell'ASME Landmark del Museo dei Motori.

Per l’importanza storica della sua collezione, il 31 maggio 2017, il Museo ha ricevuto il prestigioso riconoscimento internazionale Mechanical Engineerig Heritage Collection assegnato, per la prima volta in Italia, dall’American Society of Mechanical Engineers (ASME), nell'ambito del programma History and Heritage Landmarks volto a valorizzare e promuovere le più importanti collezioni storico-tecnologiche in tutto il mondo. Il Museo è il 264º landmark assegnato dall'ASME, con la seguente motivazione:
With over 100 artifacts, the collection of engines illustrates the evolution of steam and internal combustion engines in a European context from the late nineteenth through twentieth centuries. It includes both stationary and transportation power units with an emphasis on automotive and aircraft engines. Both reciprocating and turbine designs are represented, and many are now rare. Among the more significant examples are FIAT 8V and FIAT-Ferrari Dino automobile engines, Siemens-Halske Sh.IIIa counter-rotary aircraft engine, Neville steam engine and Ljungström counter-rotating steam turbine.

## Galleria d'immagini

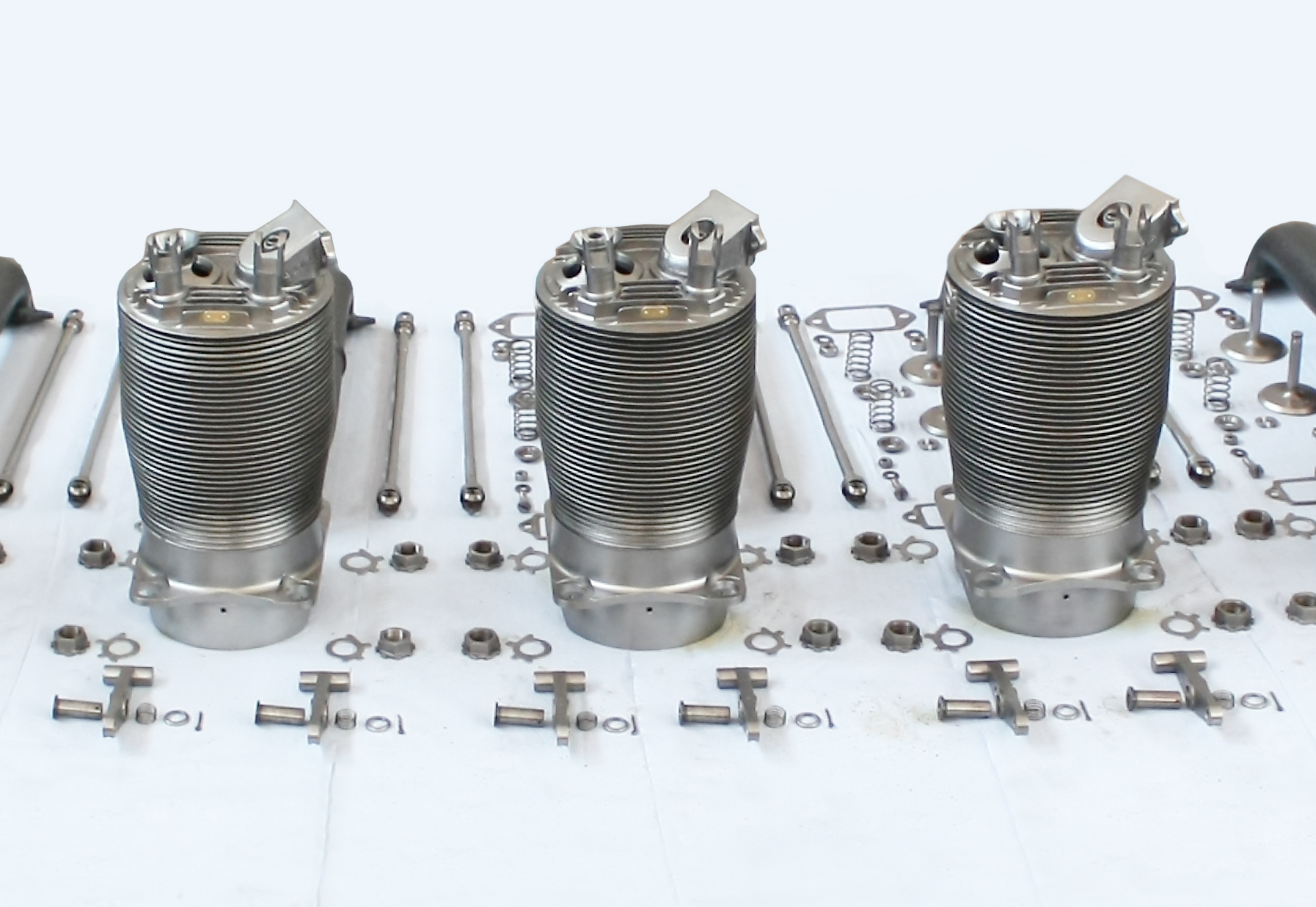
I cilindri del motore aeronautico Siemens Halske Sh.IIIa durante il restauro
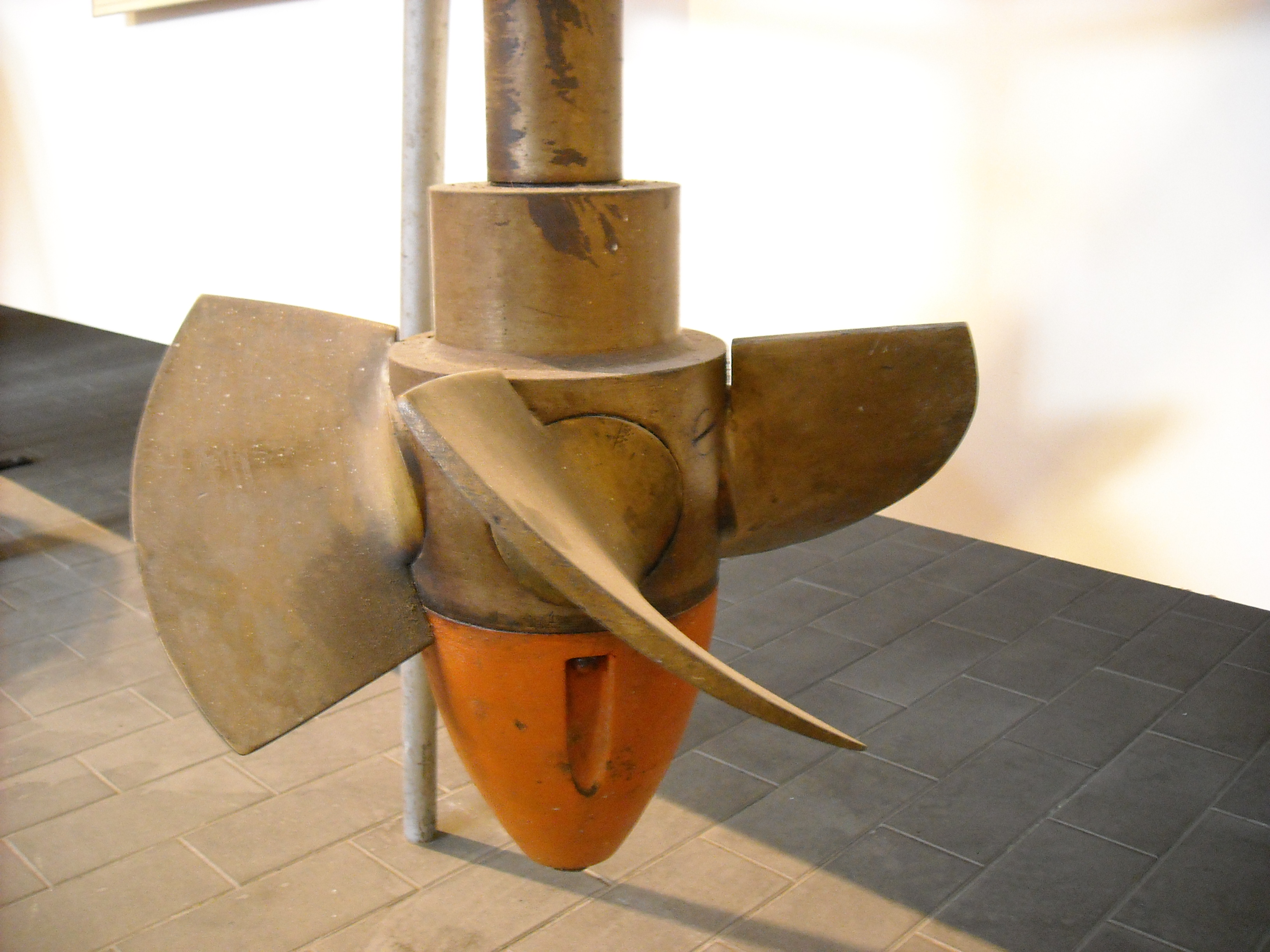
La girante di turbina idraulica Kaplan degli anni '50 esposta al Museo.
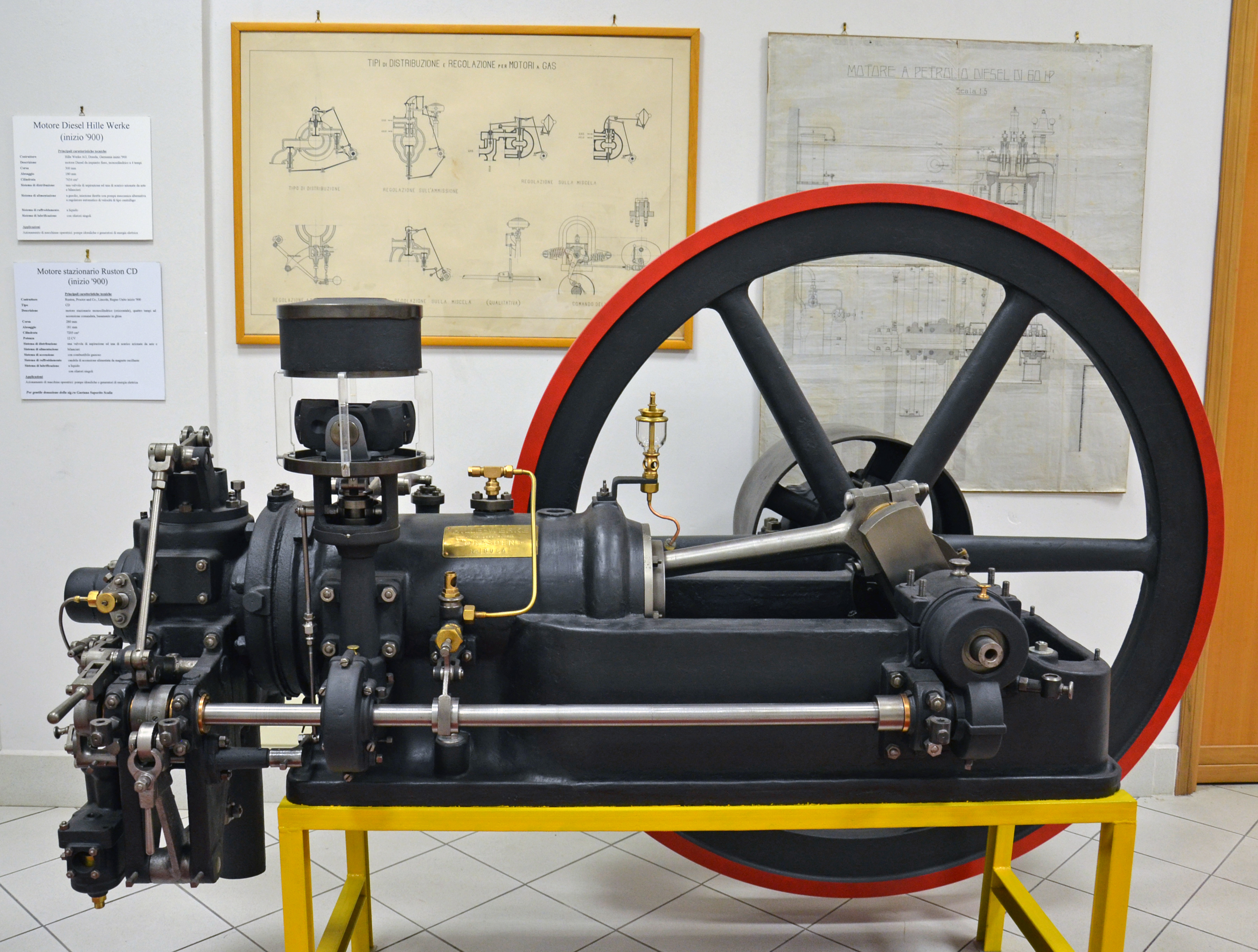
Il motore stazionario monocilindrico Diesel 4 tempi a combustione interna Hille Werke.
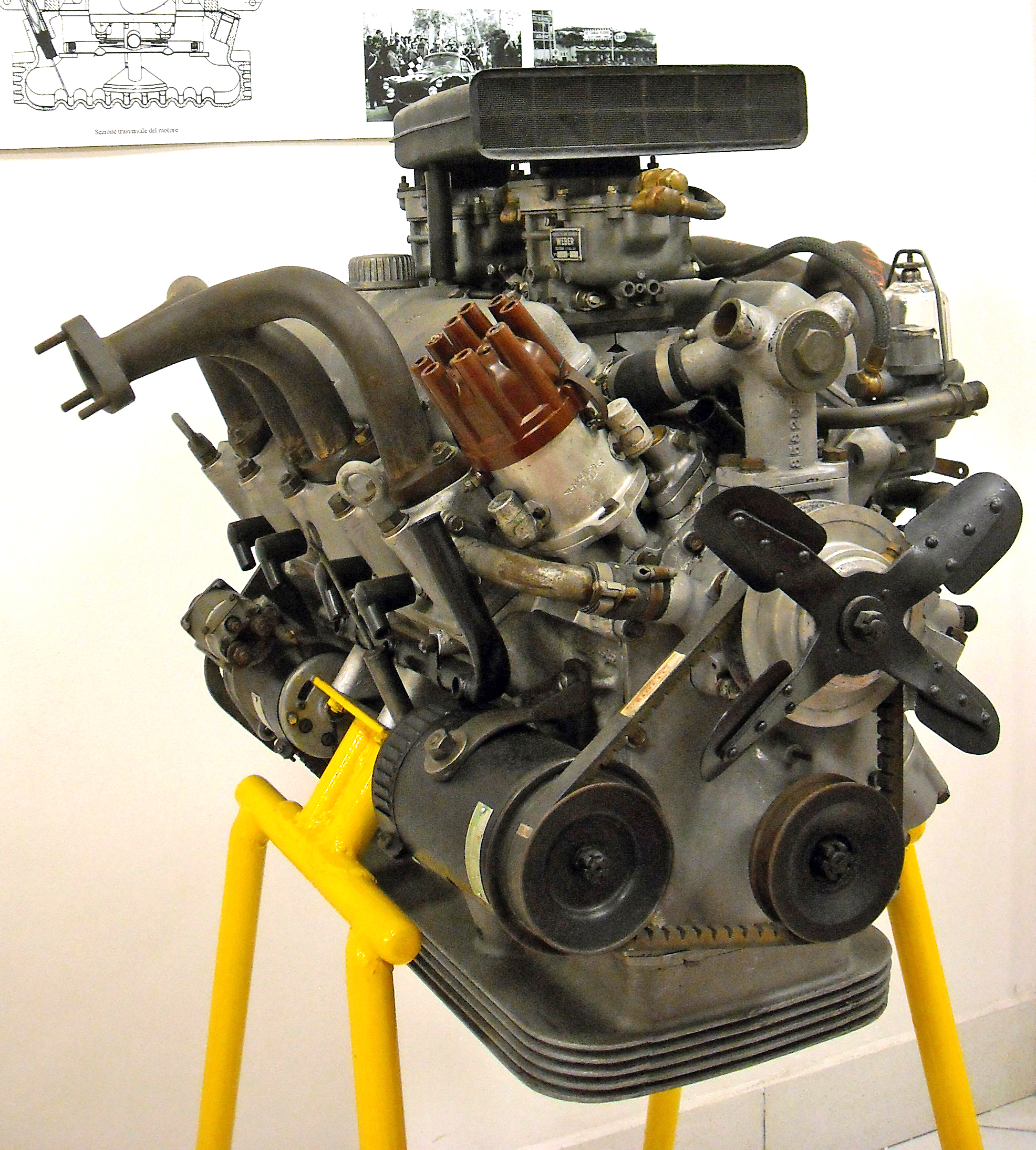
Il motore FIAT 8V esposto al Museo dei Motori.
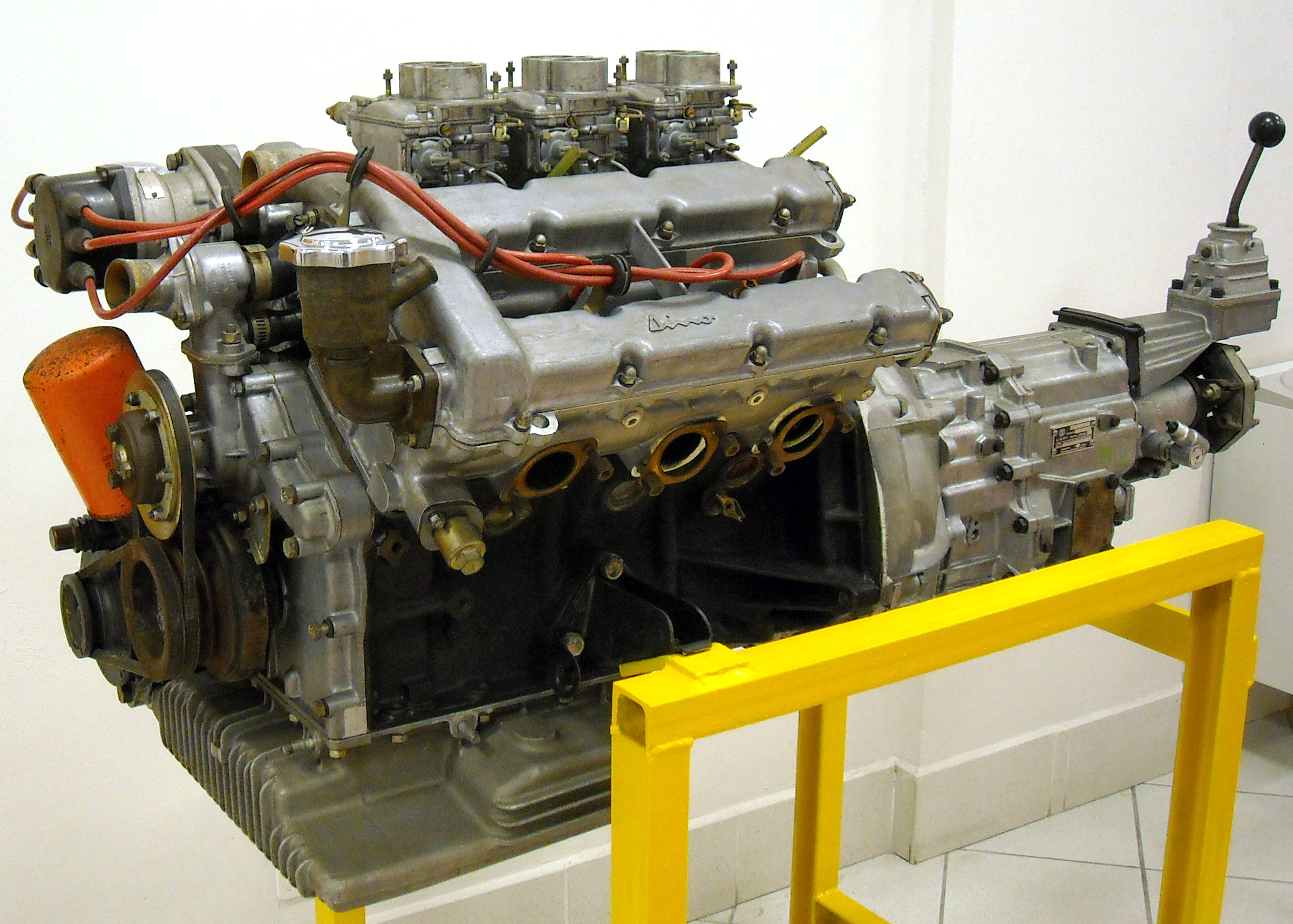
Il motore automobilistico FIAT Dino 2400 esposto al Museo dei Motori
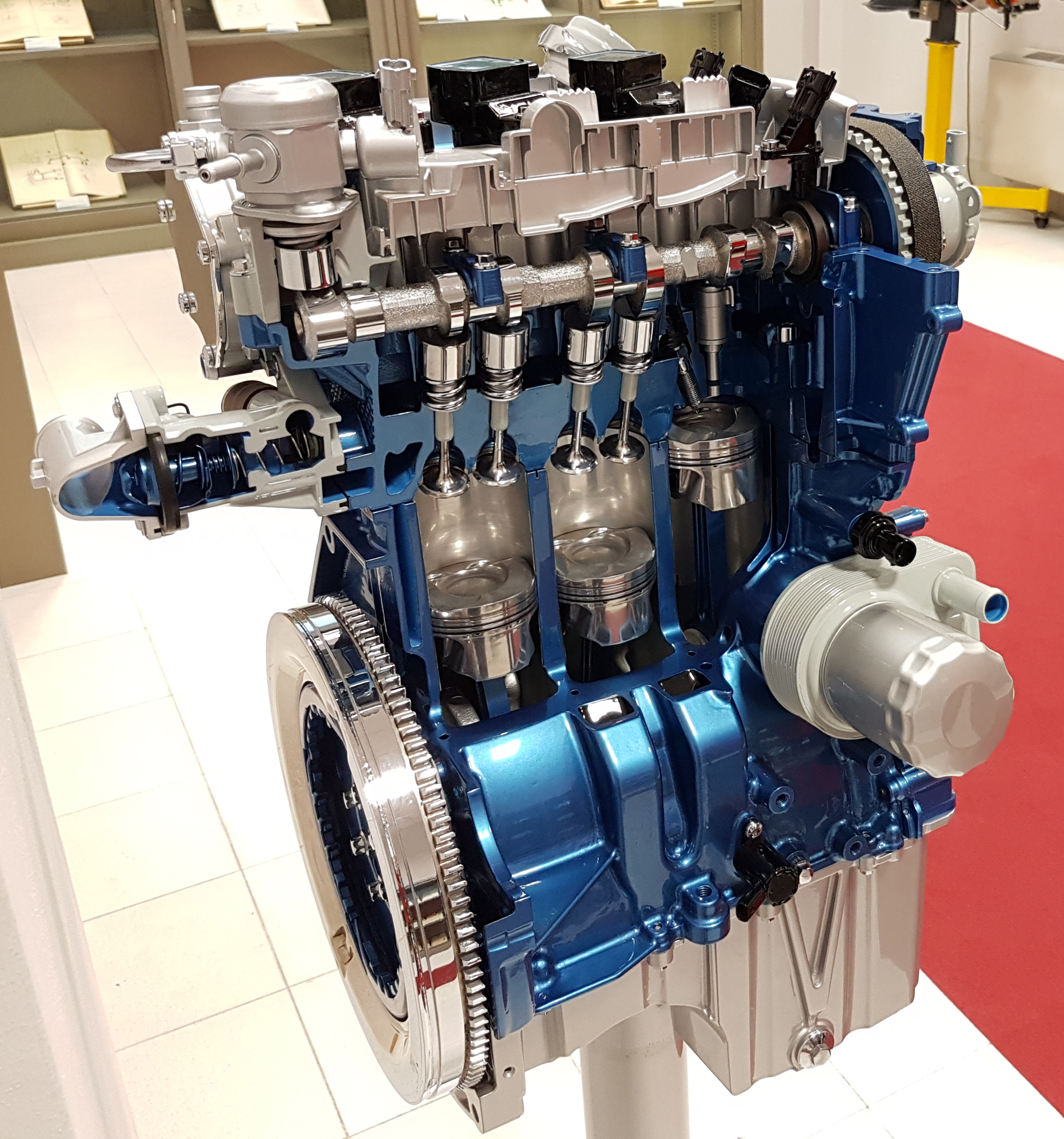
Il motore automobilistico Ford EcoBoost donato da Ford Italia ed esposto al Museo dei Motori
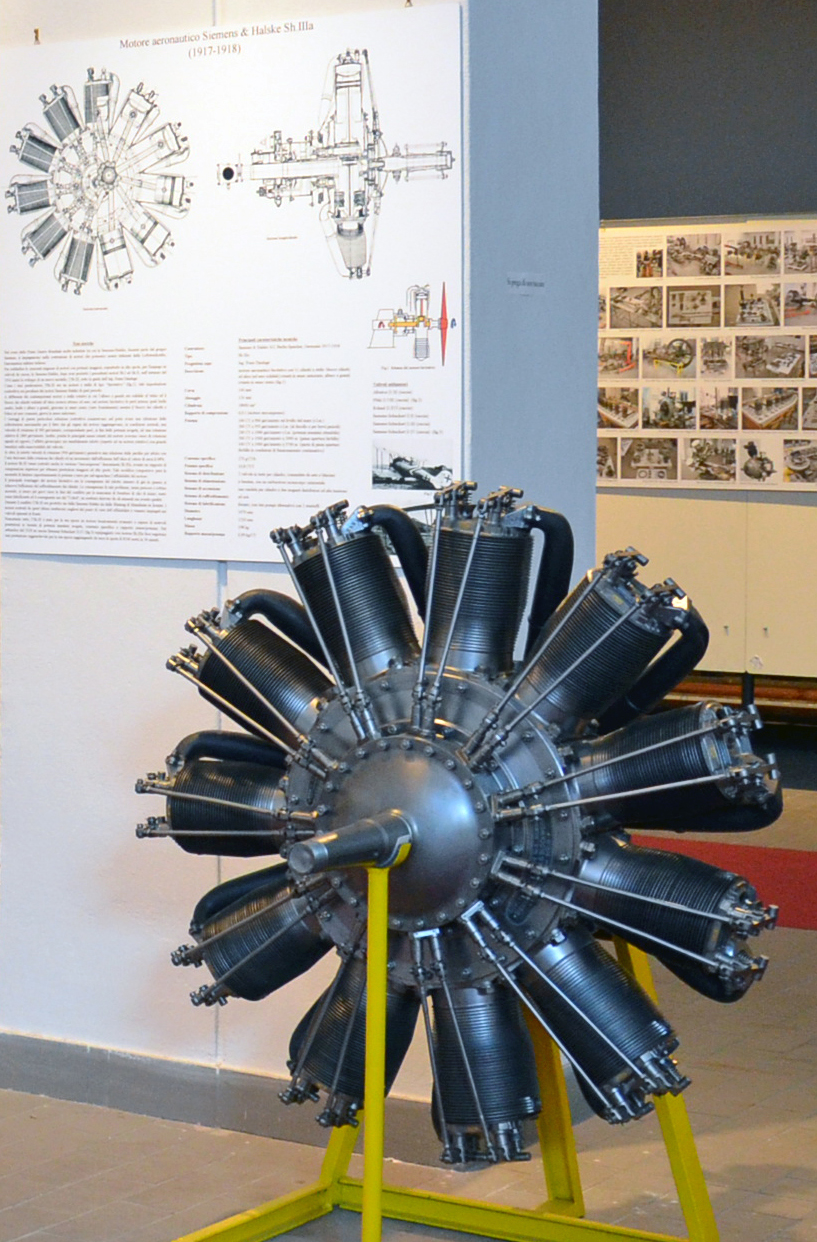
Il motore aeronautico Siemens Halske Sh.IIIa del 1918 esposto al Museo dei Motori
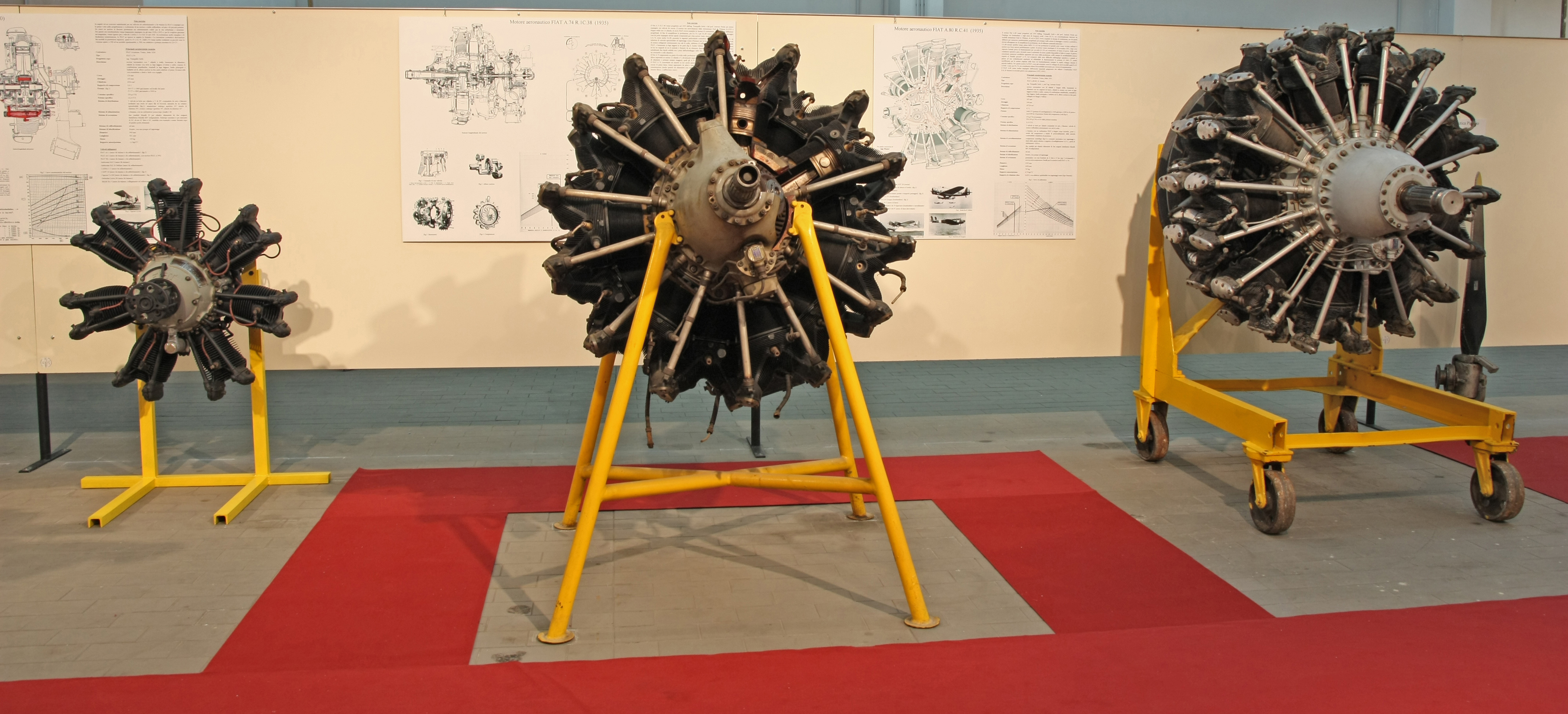
I motori aeronautici di produzione FIAT. Da sinistra verso destra: A.50, A.74, A.80.
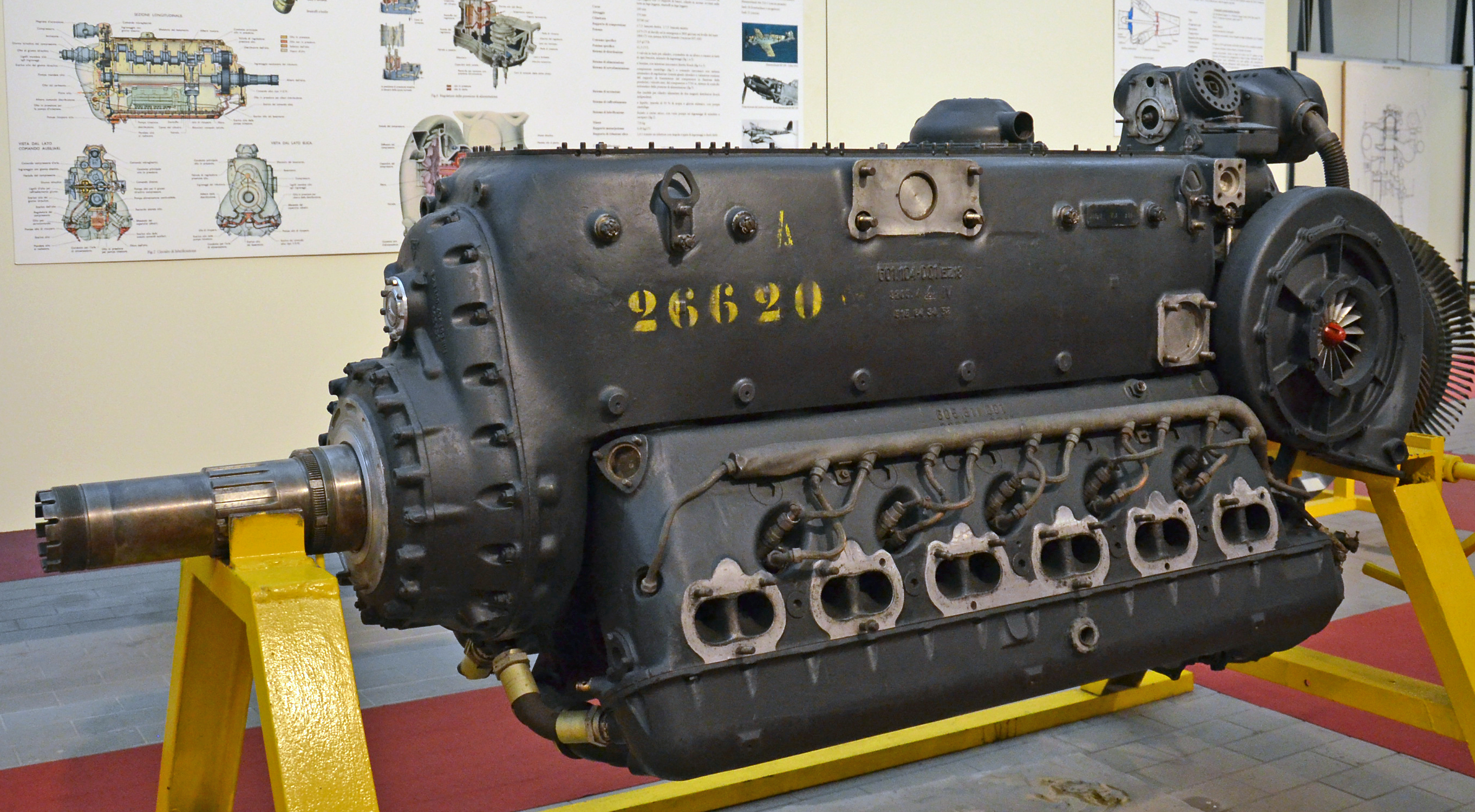
Il motore aeronautico Daimler-Benz DB 605 esposto al Museo dei Motori
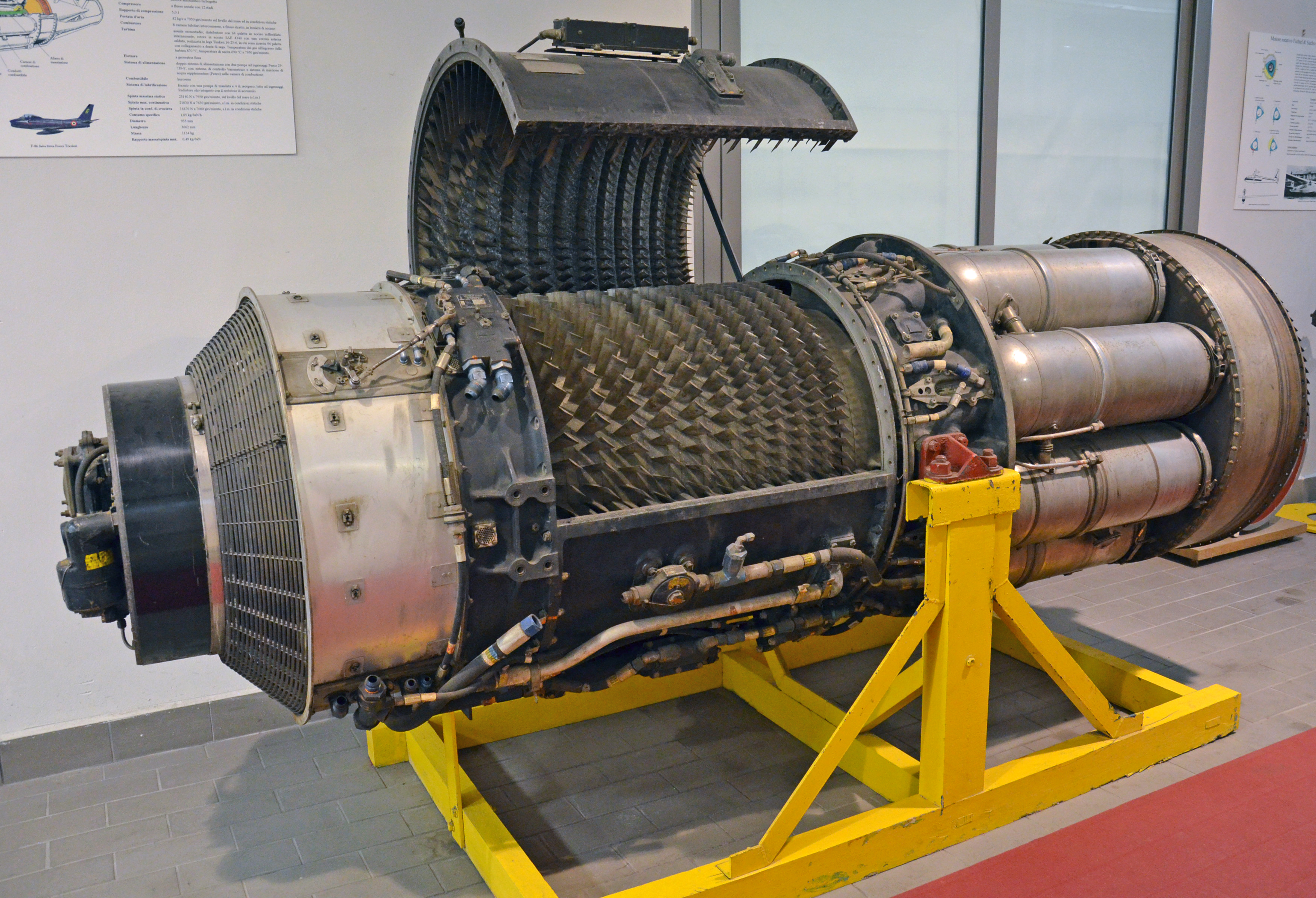
Il motore a reazione General Electric J47 del Museo dei Motori
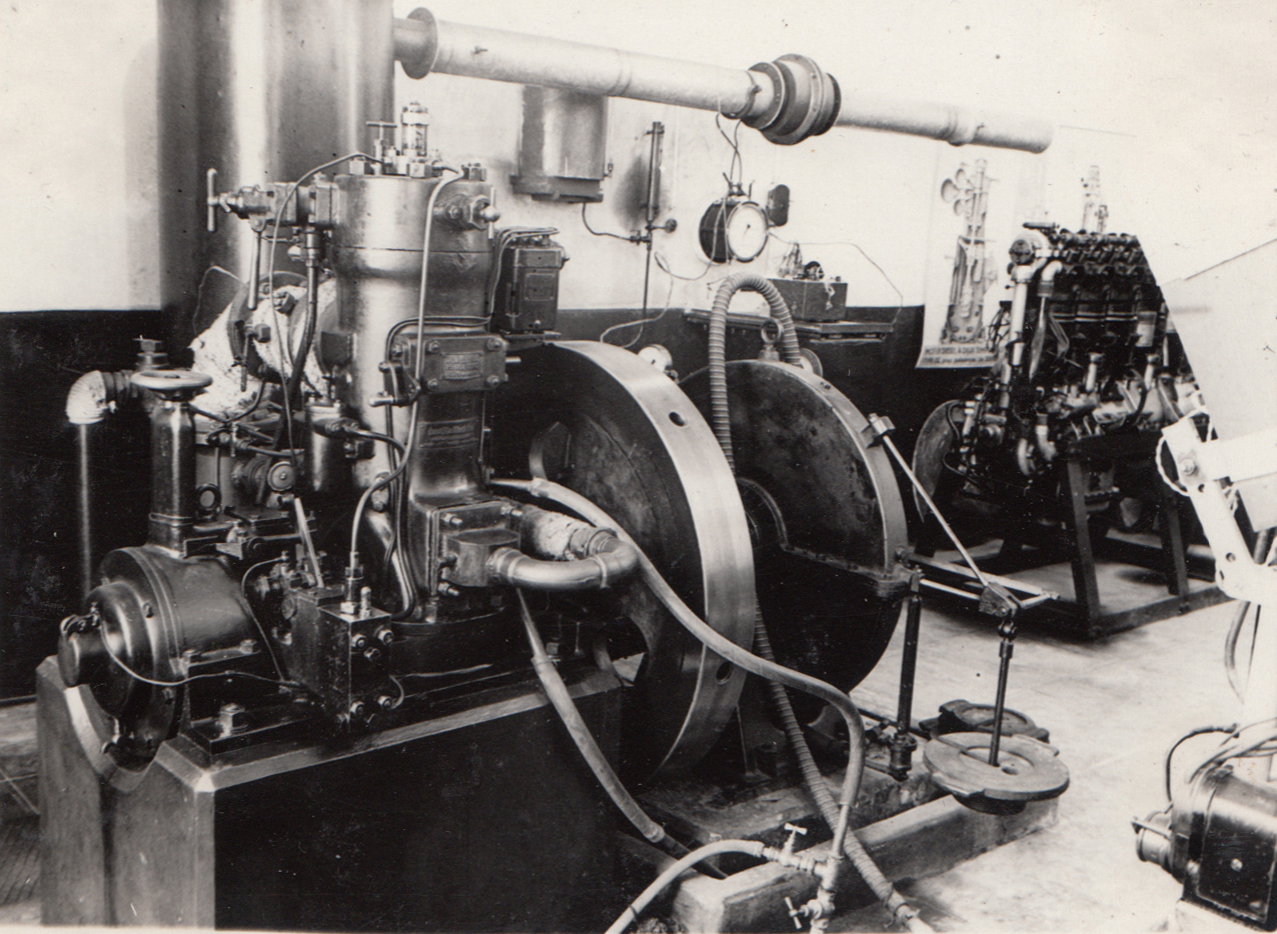
Foto degli anni '30 del laboratorio di Ingegneria Meccanica dell'Università di Palermo
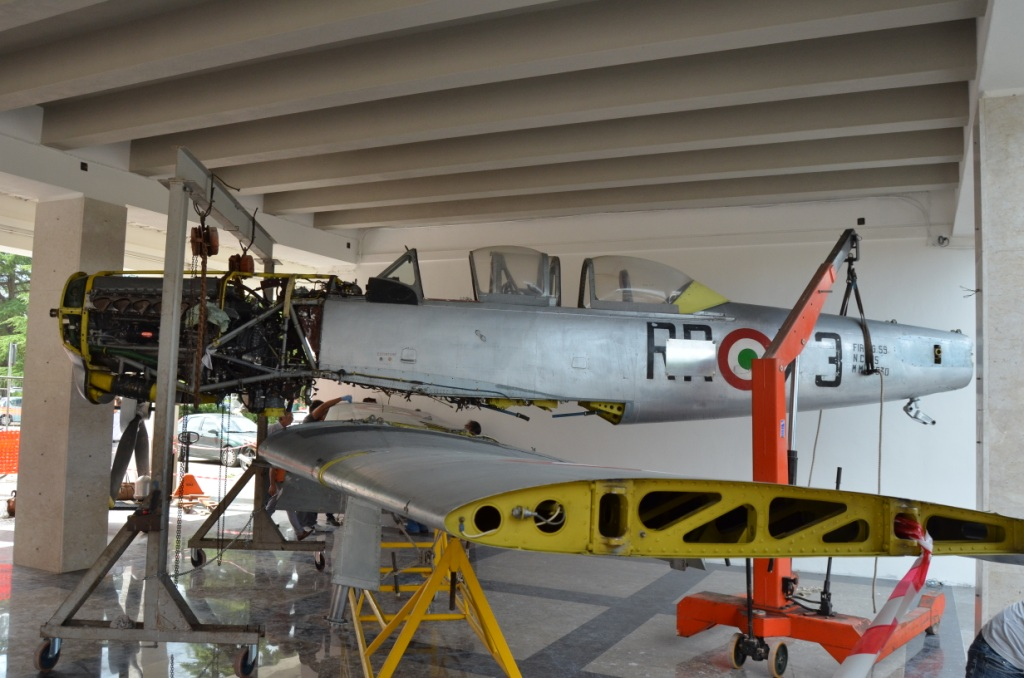
Una delle fasi del restauro e della musealizzazione del velivolo storico FIAT G.59 4B
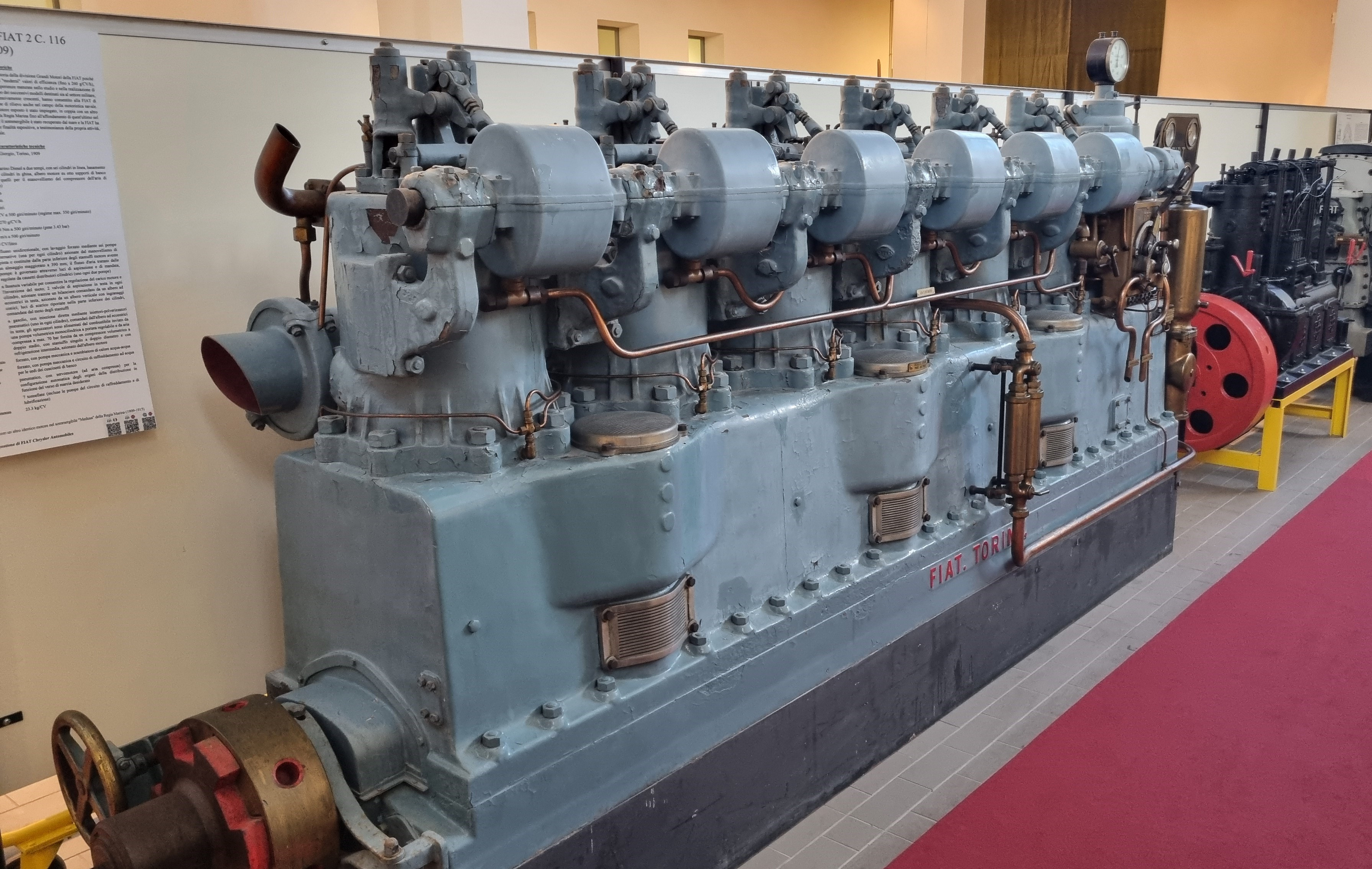
Il motore navale FIAT 2C. 116, montato sul Sommergibile Medusa